# ストロー・タッチの恋
「ストロー・タッチの恋」（ストロータッチのこい）は河合奈保子の12枚目のシングル。1983年3月1日に日本コロムビアから発売された（EPの規格品番はAH-320）。

## 解説
- 河合のシングル曲では初めて来生えつこ・たかお姉弟が作詞・作曲をそれぞれ担当した。
- オリコンでは最高位9位（100位内11週）、14.2万枚のセールスとなった[2]。

## 収録曲
- 両楽曲共に、作詞：来生えつこ／作曲：来生たかお／編曲：若草恵

1. ストロー・タッチの恋（4分00秒）
2. 若草色のこころで（3分41秒）